# Indigofera conzattii
Indigofera conzattii är en ärtväxtart som beskrevs av Joseph Nelson Rose. Indigofera conzattii ingår i släktet indigosläktet, och familjen ärtväxter. Inga underarter finns listade i Catalogue of Life.